# Квальо, Джулио Младший
Джулио Квальо Младший, или Второй (итал. Giulio Quaglio o Quaglia detto il Giovane; 1668, Лаино — 1751, Лаино) — итальянский живописец эпохи барокко, мастер фресковых росписей в архитектуре и театральный декоратор. Внук и последователь Джулио Квальо Старшего. Представитель большой потомственной семьи художников-декораторов родом из селения Лаино, расположенного между озером Комо и озером Лугано (Ломбардия).

## Биография
Джулио Квальо Младший родился и умер в Лаино, горной деревне области Комо (Ломбардия).
Сначала он был учеником Джована Баттисты Рекки в Комо, а затем Маркантонио Франческини в Болонье. Завершив обучение во время пребывания в Парме, Венеции и Пьяченце, он познакомился с живописными традициями регионов Венето и Эмилии-Романьи.
Джулио Младший занимался фресковыми росписями в области Фриули (Венето), в том числе он расписал капеллу Монте-ди-Пьета в Удине (1694).
В Любляне (Словения) он осуществил роспись собора Святого Николая в сотрудничестве с учеником Карло Карлоне. Он также расписал центральный зал замка Меершайн в Граце. В 1706 году он работал в соборе Сан-Джусто в Триесте, где расписал капеллу Сан-Джузеппе «Историями святого».
В 1708 году он работал в Граце, в 1709 — в Зальцбурге, где писал фрески в епископском замке Клесхайм. В Бергамо в 1712 году он работал над фресками сводов второй сакристии церкви Сант-Алессандро в Колонне и многое другое. В 1724 году он вернулся в Удине, чтобы восстановить фрески в капелле Монте-ди-Пьета, и по этому случаю он также создал фрески в небольшой церкви Сан-Леонардо. Между 1740 и 1744 годами он начал живописное оформление церкви Сантиссима Тринита в Грумелло-дель-Монте.
У него было два сына, Доменико и Джованни Мария Квальо.

## Галерея
- Роспись плафона церкви Санта-Мария-дель-Монте-ди-Пьета. Удине
- Плафон собора Святого Николая в Любляне
- Святой Николай предупреждает императора Фридриха III о заговоре Катарины Цельской. Деталь росписи собора в Любляне
- Богоматерь с Младенцем среди святых. 1702. Холст, масло. Музей, Горица, Словения
- Снятие с креста. 1706. Фреска. Замок Пушталь, Словения
- Роспись свода капеллы Сан-Джузеппе собора в Триесте. 1706